# Rock Machine (banda di motociclisti)
Rock Machine, o Rock Machine M.C., è una banda di motociclisti internazionale con 12 "chapter" (capitoli) in Canada, 6 negli Stati Uniti e 8 in Australia.

## Storia
Fu fondata nel 1986 da Salvatore Cazzetta, un amico dell'ex presidente del capitolo degli Hells Angels del Québec Maurice Boucher, dimessosi per via di una condanna per spaccio di droga a Montreal. I Rock Machine parteciparono insieme ad altre bande alla Guerra dei motociclisti del Québec. Il conflitto, protrattosi dal 1994 al 2002, causò circa 160 morti ed un numero imprecisato di feriti.
I Rock Machine divennero un capitolo provvisorio dei Bandidos nel dicembre 2000, dopo essere stato un club di ritrovo ufficiale per diciotto mesi. La versione originale dei colori dei Rock Machine (dal 1986 al 1999) in Canada era nero e platino, per poi cambiare da rosso ed oro nel maggio 1999; e rimasero tali fino al confluimento nei bandidos nel dicembre 2000.
Dopo che gli ultimi membri dei Bandidos rimasti in Canada sciolsero l'organizzazione, ex-membri dei Mongols e dei Bandidos riformarono nel 2007 i Rock Machine adottando i colori originari nero e platino per le loro divise.
Al 2008, l'ultima formazione dei Rock Machine afferma di essere un club di appassionati di moto che non è coinvolto in attività criminali.